# Flageolet (peulvrucht)
De flageolet is een variant van de gewone boon. Rond 1800 kwam de boon vanuit Frankrijk naar Nederland. Van oorsprong komt de boon uit Zuid-Europa.
De boon wordt geplukt voordat deze geheel volgroeid is, en in de schaduw gedroogd om zijn groene kleur te behouden.
Ook tijdens het koken behoudt de boon zijn groene kleur.

## Rassen
Er zijn verschillende rassen van de flageolet. Het eerste ras werd gekweekt door Gabriel Chevrier. Hij woonde in een buitenwijk van Parijs, in Brétigny-sur-Orge, en dit ras is naar hem vernoemd.
- Chevrier
- Elsa
- Flambeau
- Flamingo